# Arjenne Paap
Arjenne Paap (* 11. Februar 1981 in Haarlem, Provinz Nordholland) ist eine ehemalige niederländische Handballspielerin.
Die 1,78 m große als Kreisläufer spielende Paap stand ab 2005 beim Frankfurter HC unter Vertrag, wo sie 2011 ihre Karriere beendete. 2003 spielte sie im niederländischen Team Omni SV Hellas aus Den Haag und bis 2005 bei der TV Beyeröhde aus Wuppertal.
Nachdem Paap ein Kind zur Welt gebracht hatte, gab sie im Januar 2012 ihr Comeback beim Oberligisten HSG OSC-Friedenau. Im selben Jahr kehrte Paap zum Frankfurter HC zurück, wo sie für die 2. Mannschaft auflief. 2013 wurde sie zum zweiten Mal Mutter.
Arjenne Paap bestritt 115 A-Länderspiele für die Niederlande.